# Jallaucourt

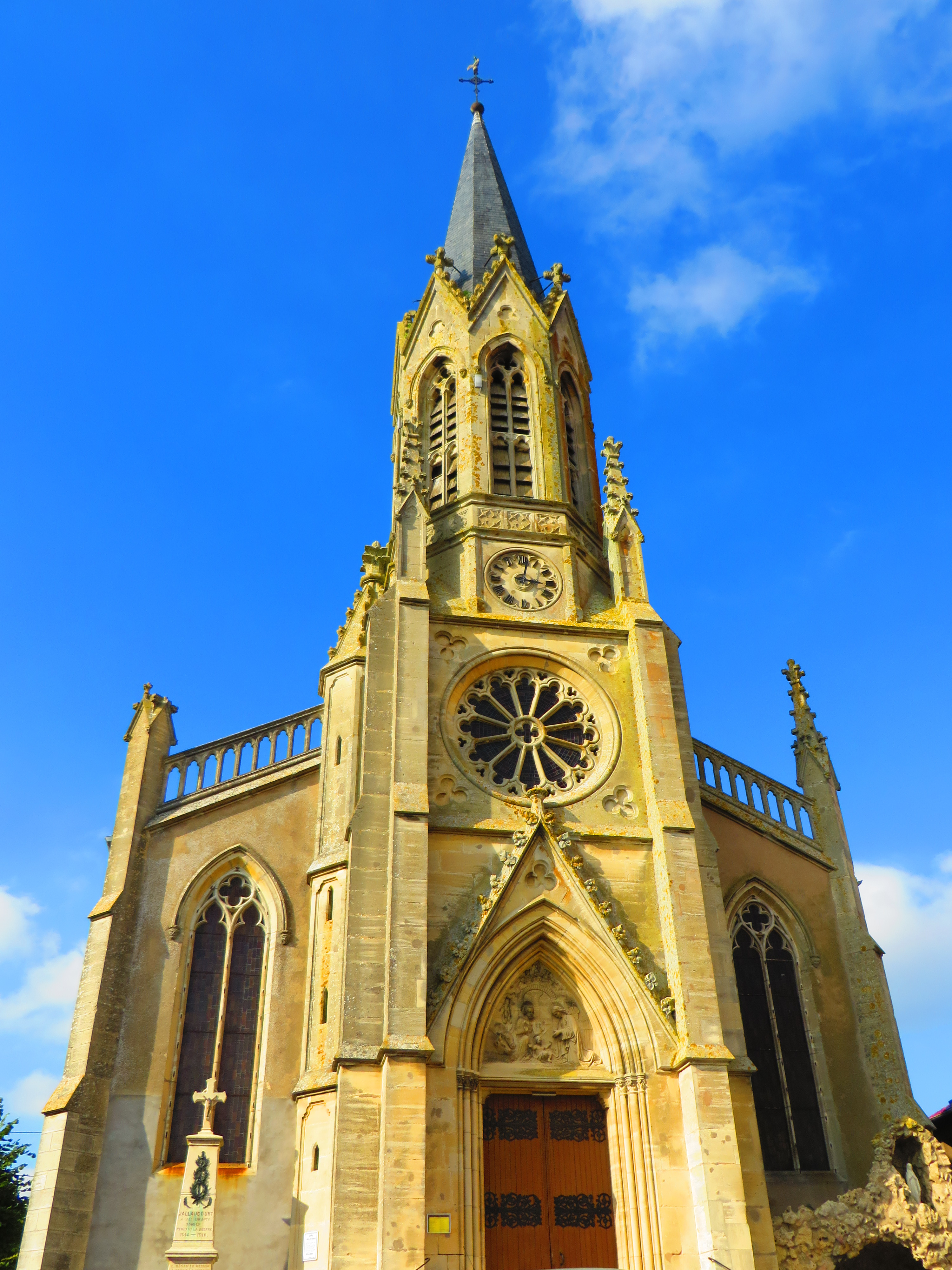
Kirche St. Denis

Jallaucourt ist eine französische Gemeinde mit 139 Einwohnern (Stand 1. Januar 2022) im Département Moselle in der Region Grand Est (bis 2015 Lothringen). Sie gehört zum Arrondissement Sarrebourg-Château-Salins.

## Geographie
Die Gemeinde Jallaucourt liegt in Lothringen im Saulnois (Salzgau), etwa 35 Kilometer südöstlich von Metz, acht Kilometer westlich von Château-Salins und fünf Kilometer südlich von Delme auf einer Höhe zwischen 217 und 295 m über dem Meeresspiegel. Das Gemeindegebiet umfasst 8,45 km² und wird im Süden vom Flüsschen Osson durchquert.

## Geschichte
Der Ort gehörte früher zum Herzogtum Lothringen. Im Jahr 1296 besaß das Kloster Salival hier Güter. 1359 wurde das Freilehen des Seigneur de Bezange an Herzog Johann I. von Lothringen verkauft; im Jahr 1506 nahm es die Familie Craincourt zu Lehen.
Durch den Frankfurter Frieden vom 10. Mai 1871 kam die Region an das deutsche Reichsland Elsaß-Lothringen, und das Dorf wurde dem Kreis Château-Salins im Bezirk Lothringen zugeordnet. Die Dorfbewohner betrieben Getreide-, Gemüse-, Wein-, Obst- und Hopfenbau; am Ort gab es zwei Mühlen, die beide am Ossonbach lagen.
Nach dem Ersten Weltkrieg musste die Region aufgrund der Bestimmungen des Versailler Vertrags 1919 an Frankreich abgetreten werden. Im Zweiten Weltkrieg war die Region von der deutschen Wehrmacht besetzt.
Das Dorf trug 1915–1919 bzw. 1940–1944 den eingedeutschten Namen Gellshofen.

### Bevölkerungsentwicklung
| Jahr      | 1962 | 1968 | 1975 | 1982 | 1990 | 1999 | 2007 | 2019 |
| Einwohner | 194  | 179  | 143  | 139  | 150  | 137  | 159  | 154  |